# Parekklisiá
Parekklisiá (grec moderne : Παρεκκλησιά) est un village de Chypre situé dans le district de Limassol.